# Uruará
Uruará là một đô thị thuộc bang Pará, Brasil. Đô thị này có diện tích 10791,315 km², dân số năm 2007 là 35287 người, mật độ 3,27 người/km².